# Église Saint-Pierre de Chisseaux
Pour les articles homonymes, voir Église Saint-Pierre.
L'église Saint-Pierre de Chisseaux est une église catholique située à Chisseaux, en France.

## Histoire
Une église primitive aurait été fondée par saint Martin à cet endroit à la fin du IVe siècle, et fut reconstruite au Xe siècle. De cette époque date le mur nord de la nef.
L'église est inscrite au titre des monuments historiques par arrêté du 6 mars 1947.

## Description
L'église est faite de deux nefs: La première, au nord, date de la construction de l'édifice. La seconde, mène à une chapelle et est adossée au clocher.